# Danilo Pereira da Silva
Danilo Pereira da Silva (São Paulo, Brasil, 7 de abril de 1999), conocido simplemente como Danilo, es un futbolista brasileño que juega de delantero en el Rangers F. C. de la Scottish Premiership.

## Trayectoria
Nacido en São Paulo, jugó en los equipos juveniles de Portuguesa, Corinthians, Ponte Preta y Vasco da Gama antes de pasar a la academia del Santos F. C. en 2016. El 7 de septiembre de 2017 fichó por el Ajax de Ámsterdam tras acordar un contrato de cinco años. Fue asignado al Jong Ajax (el equipo de reserva) y al Ajax sub-19.
El 25 de marzo de 2018 debutó con el Jong Ajax en la derrota por 1-0 ante el Jong AZ. Marcó su primer gol con el Jong Ajax el 10 de septiembre de 2018 en el partido, en Alkmaar, contra el Jong AZ.
El 14 de agosto de 2020 se incorporó al F. C. Twente, otro equipo de la Eredivisie, en calidad de cedido por una temporada.
El 20 de enero de 2022 marcó cuatro goles con el Ajax en los octavos de final de la Copa de los Países Bajos contra el Excelsior Maassluis ganando 9-0 en casa.
El 19 de mayo de 2022 el Feyenoord de Róterdam anunció que firmaría un contrato de cuatro años con el club. Finalmente estuvo uno, en el que ganó la Eredivisie, y en julio de 2023 fue traspasado al Rangers F. C.

## Estadísticas

### Clubes
Actualizado al último partido disputado el 30 de agosto de 2023.
| Club                                 | Div.          | Temporada     | Liga  | Liga  | Copas nacionales | Copas nacionales | Copas internacionales | Copas internacionales | Total | Total |
| Club                                 | Div.          | Temporada     | Part. | Goles | Part.            | Goles            | Part.                 | Goles                 | Part. | Goles |
| ------------------------------------ | ------------- | ------------- | ----- | ----- | ---------------- | ---------------- | --------------------- | --------------------- | ----- | ----- |
| Jong Ajax · Países Bajos             | 2.ª           | 2017-18       | 1     | 0     | ―                | ―                | ―                     | ―                     | 1     | 0     |
| Jong Ajax · Países Bajos             | 2.ª           | 2018-19       | 33    | 19    | ―                | ―                | ―                     | ―                     | 33    | 19    |
| Jong Ajax · Países Bajos             | 2.ª           | 2019-20       | 8     | 5     | ―                | ―                | ―                     | ―                     | 8     | 5     |
| Ajax de Ámsterdam · Países Bajos     | 1.ª           | 2019-20       | 1     | 0     | 1                | 0                | 1                     | 1                     | 3     | 1     |
| F. C. Twente · Países Bajos          | 1.ª           | 2020-21       | 33    | 17    | 1                | 0                | ―                     | ―                     | 34    | 17    |
| F. C. Twente · Países Bajos          | Total club    | Total club    | 33    | 17    | 1                | 0                | 0                     | 0                     | 34    | 17    |
| Jong Ajax · Países Bajos             | 2.ª           | 2021-22       | 9     | 7     | ―                | ―                | ―                     | ―                     | 9     | 7     |
| Jong Ajax · Países Bajos             | Total club    | Total club    | 51    | 31    | 0                | 0                | 0                     | 0                     | 51    | 31    |
| Ajax de Ámsterdam · Países Bajos     | 1.ª           | 2021-22       | 13    | 2     | 3                | 6                | 0                     | 0                     | 16    | 8     |
| Ajax de Ámsterdam · Países Bajos     | Total club    | Total club    | 14    | 2     | 4                | 6                | 1                     | 1                     | 19    | 9     |
| Feyenoord de Róterdam · Países Bajos | 1.ª           | 2022-23       | 32    | 10    | 4                | 2                | 10                    | 2                     | 46    | 14    |
| Feyenoord de Róterdam · Países Bajos | Total club    | Total club    | 32    | 10    | 4                | 2                | 10                    | 2                     | 46    | 14    |
| Rangers F. C. Escocia                | 1.ª           | 2023-24       | 3     | 1     | 1                | 1                | 4                     | 0                     | 8     | 2     |
| Rangers F. C. Escocia                | Total club    | Total club    | 3     | 1     | 1                | 1                | 4                     | 0                     | 8     | 2     |
| Total carrera                        | Total carrera | Total carrera | 133   | 61    | 10               | 9                | 15                    | 3                     | 158   | 73    |

## Palmarés

### Títulos nacionales
| Título                     | Club              | País         | Año  |
| -------------------------- | ----------------- | ------------ | ---- |
| Eredivisie                 | Ajax de Ámsterdam | Países Bajos | 2022 |
| Eredivisie                 | Feyenoord         | Países Bajos | 2023 |
| Copa de la Liga de Escocia | Rangers F. C.     | Escocia      | 2024 |